# Ситадини, Лео
Леона́рдо Ситади́ни, более известный как Ле́о Ситади́ни (порт. Leonardo Cittadini) (род. 27 февраля 1994, Риу-Клару, штат Сан-Паулу) — бразильский футболист, полузащитник оборонительного плана клуба «Атлетико Паранаэнсе». Также имеет итальянское гражданство.

## Биография
На молодёжном уровне Лео Ситадини был одним из самых перспективных игроков в Бразилии. В 2011 году он дебютировал во взрослом футбола в составе «Гуарани» из Кампинаса. В 2012 году права на игрока приобрёл «Сантос». Игрока называли «преемником Гансо», однако в 2012 году он не сыграл ни одного матча за «рыб», а в 2013 году провёл за «Сантос» лишь пять матчей (три — в бразильской Серии A и два — в Кубке Бразилии). На высшем уровне Ситадини впервые сыграл 13 июня 2013 года в домашнем матче 5 тура Бразилейрана против «Атлетико Минейро». Игрок вышел на замену на 70 минуте, и его команда одержала победу со счётом 1:0. В 2014 году Лео отправился в аренду в «Понте-Прету», но играл там не очень удачно и зачасту подвергался освистыванию со стороны болельщиков (впрочем, этому могло способствовать и то, что он являлся воспитанником «Гуарани»).
До 2018 года продолжал бороться за место в основе «Сантоса», но всё же большую часть игр он начинал на скамейке запасных. Среди командных достижений Ситадини вместе с «рыбами» в этот период выделяются победа в чемпионате штата Сан-Паулу в 2016 году, а также второе место в чемпионате Бразилии в том же сезоне.
В январе 2020 года Лео Ситадини перешёл в «Атлетико Паранаэнсе». Вместе с «ураганом» он дважды подряд выигрывал чемпионат штата, в 2019 году завоевал Кубок Бразилии. В ответном финальном матче Ситадини открыл счёт в противостоянии с «Интернасьоналом»; игра завершилась победой «Атлетико» 2:1 (по сумме двух матчей 3:1). В 2021 году помог своей команде выиграть Южноамериканский кубок, в розыгрыше которого он провёл 12 матчей из 13.

## Титулы и достижения
- Чемпион штата Сан-Паулу (1): 2016
- Чемпион штата Парана (2): 2019, 2020
- Вице-чемпион Бразилии (1): 2016
- Чемпион Кубка Бразилии (1): 2019
- Обладатель Южноамериканского кубка (1): 2021
- Обладатель Кубка обладателей Кубка Джей-лиги и Южноамериканского кубка (1): 2019